# Plättchen Twist 'n' Paint
Plättchen Twist 'n' Paint est un jeu vidéo de réflexion édité et développé par Bplus, sorti en 2008 sur Wii en téléchargement à partir de la plate-forme WiiWare.

## Système de jeu
Le jeu est compatible avec le Wii Zapper.

## Développement
Plättchen Twist 'n' Paint est développé par le studio autrichien Bplus. Annoncé en juillet 2007, il s'agit du premier jeu confirmé pour la plate-forme WiiWare.
Le jeu devait inclure un mode multijoueur compatible avec l'accessoire Bongo DK. Cependant, vers la fin du développement, Nintendo demande de retirer cette fonctionnalité, estimant qu'elle aurait été injuste pour les joueurs ne possédant pas l'accessoire.

## Accueil
Plättchen Twist 'n' Paint reçoit un accueil mitigé de la presse spécialisée. Il obtient un score de 52 % sur Metacritic sur la base de cinq critiques.
Nintendo Life apprécie les graphismes du jeu, déclarant qu'il s'agit « d'un des plus beaux jeux WiiWare », ainsi que la qualité de sa bande sonore. Il déplore toutefois la complexité excessive du jeu, relevant une surcharge d'éléments à gérer simultanément, aggravée par des contrôles peu intuitifs. Gamekult déclare que le jeu propose « un tas d'idées originales mélangeant puzzle game et shoot dans un pot pourri complètement incohérent », proposant un système de jeu complet et complexe, mais difficile d'accès pour les nouveaux joueurs.
IGN estime que l'interface est peu intuitive et que le tutoriel est difficile à appréhender. Il trouve le système de sélection des couleurs « intéressant », mais souvent trop imprécis et inconfortable à utiliser. Il décrit Plättchen Twist 'n' Paint comme un jeu « incontestablement étrange » et difficile, mais également très original et divertissant. Eurogamer déplore le manque d'explications claires permettant de bien comprendre les mécaniques du jeu, reconnaissant qu'il n'était toujours pas certain des règles après plusieurs heures de jeu. Bien que le jeu propose plusieurs idées intéressantes, celles-ci sont jugées mal intégrées, résultantes à une expérience déroutante.